# IC 810
IC 810 је лентикуларна галаксија у сазвјежђу Дјевица која се налази на листи објеката дубоког неба у Индекс каталогу.
Деклинација објекта је + 12° 35' 48" а ректасцензија 12h 42m 8,8s. Привидна величина (магнитуда) објекта IC 810 износи 13,4 а фотографска магнитуда 14,3. IC 810 је још познат и под ознакама UGC 7864, MCG 2-32-185, CGCG 70-226, VCC 1912, PGC 42643.